# Kongres Narodowy (Ekwador)
Kongres Narodowy (hiszp. Congreso Nacional) – do listopada 2007 jednoizbowy parlament Ekwadoru. Z powodu zarzutów korupcyjnych wobec wielu członków został on rozwiązany przez Zgromadzenie Konstytucyjne, które opracowało nową konstytucję, przyjętą w referendum w 2008. Na podstawie tej konstytucji 26 kwietnia 2009 odbyły się wybory do nowego organu ustawodawczego Ekwadoru – Zgromadzenia Narodowego.
W skład Kongresu wchodziło 124 członków wybieranych na czteroletnią kadencję. Deputowani dzielili się na trzy grupy, jeśli chodzi o sposób ich wyboru. 103 mandaty obsadzane były w jednomandatowych okręgach wyborczych z zastosowaniem ordynacji większościowej. 15 parlamentarzystów wybieranych było w okręgu wielomandatowym, obejmującym całość kraju, gdzie obowiązywała ordynacja proporcjonalna. Ostatnie sześć miejsc zarezerwowane było dla przedstawicieli ekwadorskiej diaspory za granicą, która głosowała w trzech dwumandatowych okręgach, zaś zwycięzcy wyłaniani byli zgodnie z ordynacją większościową.
Czynne prawo wyborcze mają zarówno obywatele Ekwadoru, jak i cudzoziemcy zamieszkujący w sposób legalny na terytorium tego państwa przez co najmniej 5 lat przed wyborami. Głosować nie mogą osoby skazane za niektóre kategorie przestępstw, m.in. przestępstwa wyborcze, korupcyjne i podatkowe. Prawa głosu nie mają też osoby oficjalnie uznane za alkoholików. Minimalny wiek głosującego to 16 lat, przy czym dla osób w przedziale wiekowym 18-65 głosowanie jest obowiązkowe, natomiast młodsi i starsi mogą zrezygnować z udziału w wyborach bez żadnych konsekwencji.
Kandydaci, poza spełnieniem wszystkich powyższych kryteriów, dodatkowo muszą mieć ukończone 30 lat oraz posiadać od urodzenia obywatelstwo Ekwadoru (wykluczeni są obywatele naturalizowani). W parlamencie nie mogą zasiadać żołnierze i policjanci służby czynnej, duchowni, pełnomocnicy przedsiębiorstw zagranicznych oraz osoby realizujące zamówienia rządowe.